# Connell Pond
Der Connell Pond ist ein Süßwassertümpel im ostantarktischen Viktorialand. Er liegt in der als Labyrinth bezeichneten Ebene im Westen des Wright Valley 800 m südlich des Rodriguez Pond im Healy Trough.
Das Advisory Committee on Antarctic Names benannte ihn 2004 nach Laurie Connell von der University of Maine, die im Rahmen des United States Antarctic Program den Tümpel zwischen 2003 und 2004 untersuchte.